# Klementowice
Klementowice (prononciation [klɛmɛntɔˈvit͡sɛ]) est un village de la gmina de Kurów du powiat de Puławy dans la voïvodie de Lublin, situé dans l'est de la Pologne.
Il se situe à environ 7 kilomètres au sud-ouest de Kurów (siège de la gmina), 15 kilomètres au sud-est de Puławy (siège du powiat) et 32 kilomètres à l'ouest de Lublin (capitale de la voïvodie).
Le village comptait approximativement une population de 1 391 habitants en 2005.

## Histoire
De 1975 à 1998, le village est attaché administrativement à l'ancienne voïvodie de Lublin.

Depuis 1999, il fait partie de la nouvelle voïvodie de Lublin.